# Bělský potok (přítok Jílovského potoka)
Bělský potok je potok v Ústeckém kraji v Česku. Je dlouhý od bifurkace k ústí 6,15 km, plocha povodí činí 8,69 km². Původní délka Bělského potoka (od původního pramene) činila 6,48 km. Do Jílovského potoka ústí v Dolním Oldřichově jako jeho levostranný přítok. V Centrální evidenci vodních toků je veden pod názvem Bělský potok (Bělá) (ID toku 10102222).

## Průběh toku

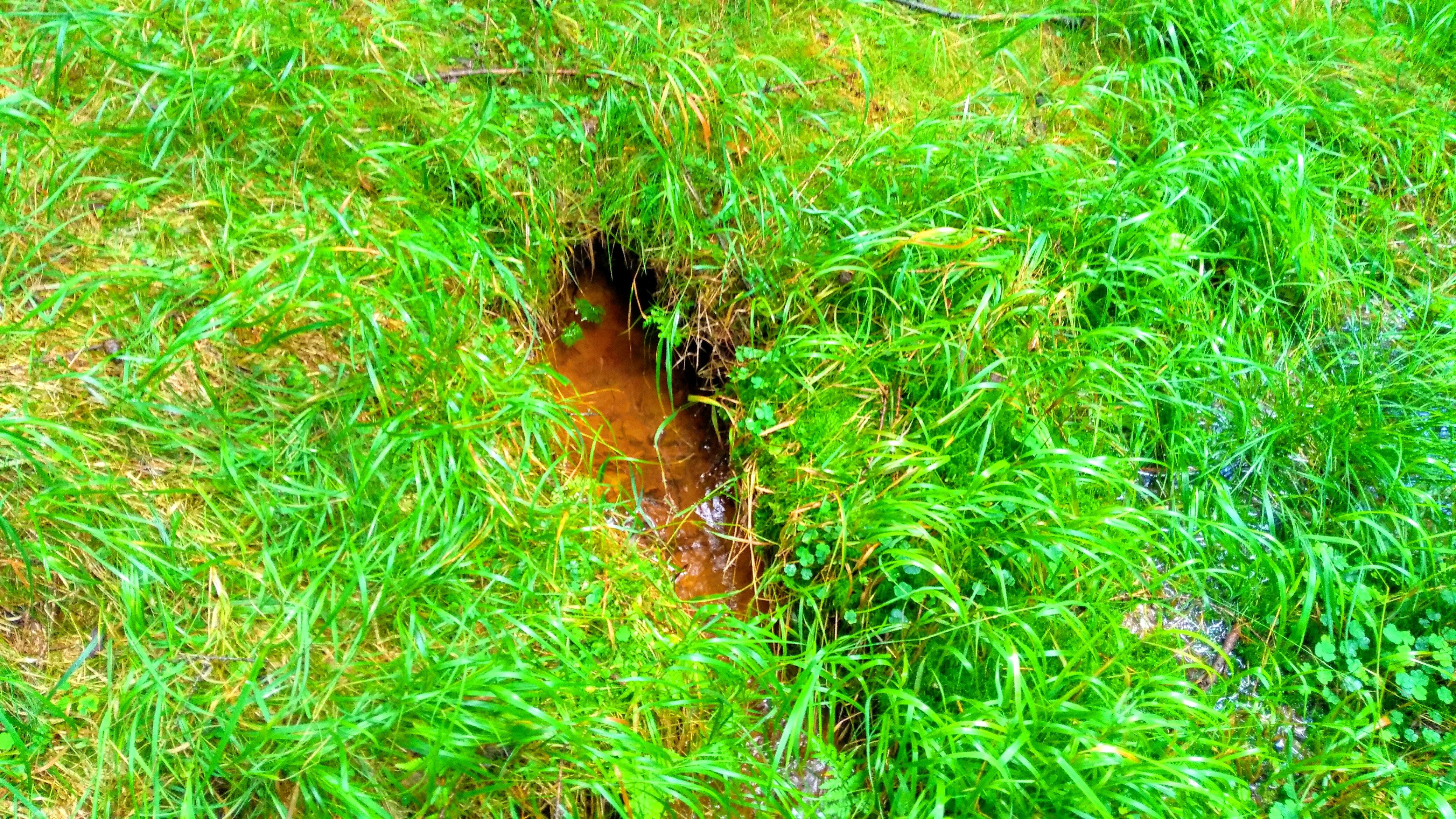
Pramen Ostružníku, respektive Bělského potoka.

Původní pramen Bělského potoka se nacházel přibližně 100 m jižně od křižovatky silnice Děčín – Sněžník (č. 25852) s odbočkou na Kristin Hrádek, zhruba 600 m nad Vlčím jezerem. Tento vydatný pramen však byl vodárensky využit. Bělský potok pak byl propojen s umělou sběrnou strouhou zvanou Ostružník. Ostružník pramení pod stolovou horou Děčínský Sněžník v nadmořské výšce přibližně 600 m na zalesněné stráni zvané Medvědí louka. Propojení pomocí umělé bifurkace se nachází v lesním porostu zhruba 200 m východně od uvedené křižovatky. Po dalších přibližně 200 m přitéká do nedalekého Vlčího jezera. Poté pokračuje hlubokým a do pískovce zaříznutým Bělským údolím do Bělé, na jejímž okraji napájí pstruhovou líheň. V této části Bělé (Nová Bělá) přibírá zleva vodu z jediného významnějšího přítoku z údolí zvaného Polom (Teichgraben). Původně byl Bělský potok bohatě zásoben vodou z pramenů jak v Bělském údolí, tak v Polomu. Všechny významnější prameny jsou ale vodárensky využity, proto je současný průtok Bělského potoka výrazně menší, než byl v minulosti. Dále protéká Starou Bělou a napájí Terezínský rybník ležící na území Podmokel. Pod Terezínským rybníkem je zatrubněn pod ulicí Vojanova až po ústí do Jílovského potoka na území Dolního Oldřichova v nadmořské výšce 143 m.

## Umělé rozvodí
Na Ostružníku se uprostřed lesa cca 200 metrů západně před vtokem (Bělského potoka) do Vlčího jezera nachází umělé rozvodí (bifurkace), kde se tok rozděluje. Samotný Ostružník jako levá, avšak mnohem menší větev pokračuje po vrstevnici do Maxiček, zatímco Bělský potok se jako pravá, avšak mnohem mohutnější větev vlévá do Vlčího jezera.
Stavba rozvodí je bohužel ve velmi špatném stavu. Před několika lety došlo k poškození dna koryta, což zapříčinilo částečné zborcení a kvůli tomu většina vody (asi přes 90 %) teče do Bělského potoka. Dno pravděpodobně propouští zbylé množství vody, která po cca 15 metrech opět vyvěrá v druhém korytě a proto není Ostružník od bifurkace zcela vyschlý.
Přímo k bifurkaci, která se nachází cca 130 m jižně od silnice Děčín – Sněžník (III/25825), nevede žádná cesta. Samotná stavba je už nějaký čas zarostlá vegetací a přístup k ní tudíž není úplně snadný.

## Význam
Bělský potok dal jméno obci Bělá, neboť název Bělá (Bílá voda) se používal pro bystřiny. Pro život v obci byl důležitý jako zdroj pitné a zejména energetické vody, protože napájení z vydatných pramenů zaručovalo stabilní průtok málo závislý na počasí. Od přítoku do obce po ústí byl k dispozici spád 90 m na cca 3 km délky toku. Poháněl Gaubeho (později zvaný Tampeho) mlýn, hamr „Hammerschmidte“ a Terezínský mlýn s vrchnostenskou pilou a také řadu menších zařízení jako stoupy na tříslo. V Dolním Oldřichově byl jeho tok sveden do náhonu od jezu v blízkosti dnešní ulice U potoka. Tento náhon měl dvě ramena, z nichž delší vedlo podél Jílovského potoka přes pilu v místě východního křídla dnešní školy na Máchově náměstí až do Podmokelského mlýna (v místě dnešní Střední zdravotní školy). Náhon pokračoval dále a vyúsťoval do Jílovského potoka až za dnešním marketem Lidl. Tento cca 1,7 km dlouhý náhon měl spád téměř 20 m. Po zrušení tohoto dlouhého náhonu byl Bělský potok sveden do protisměru náhonu, takže vyúsťoval do Jílovského potoka nad splavem a původní krátké rameno zůstalo zachováno jako drenáž. To vysvětluje mylné údaje z některých zdrojů, jejichž autoři pokládali tuto drenáž za vyústění Bělského potoka.

## Vodní režim
Průtok Bělského potoka není přesně zjištěn.

## Fotogalerie

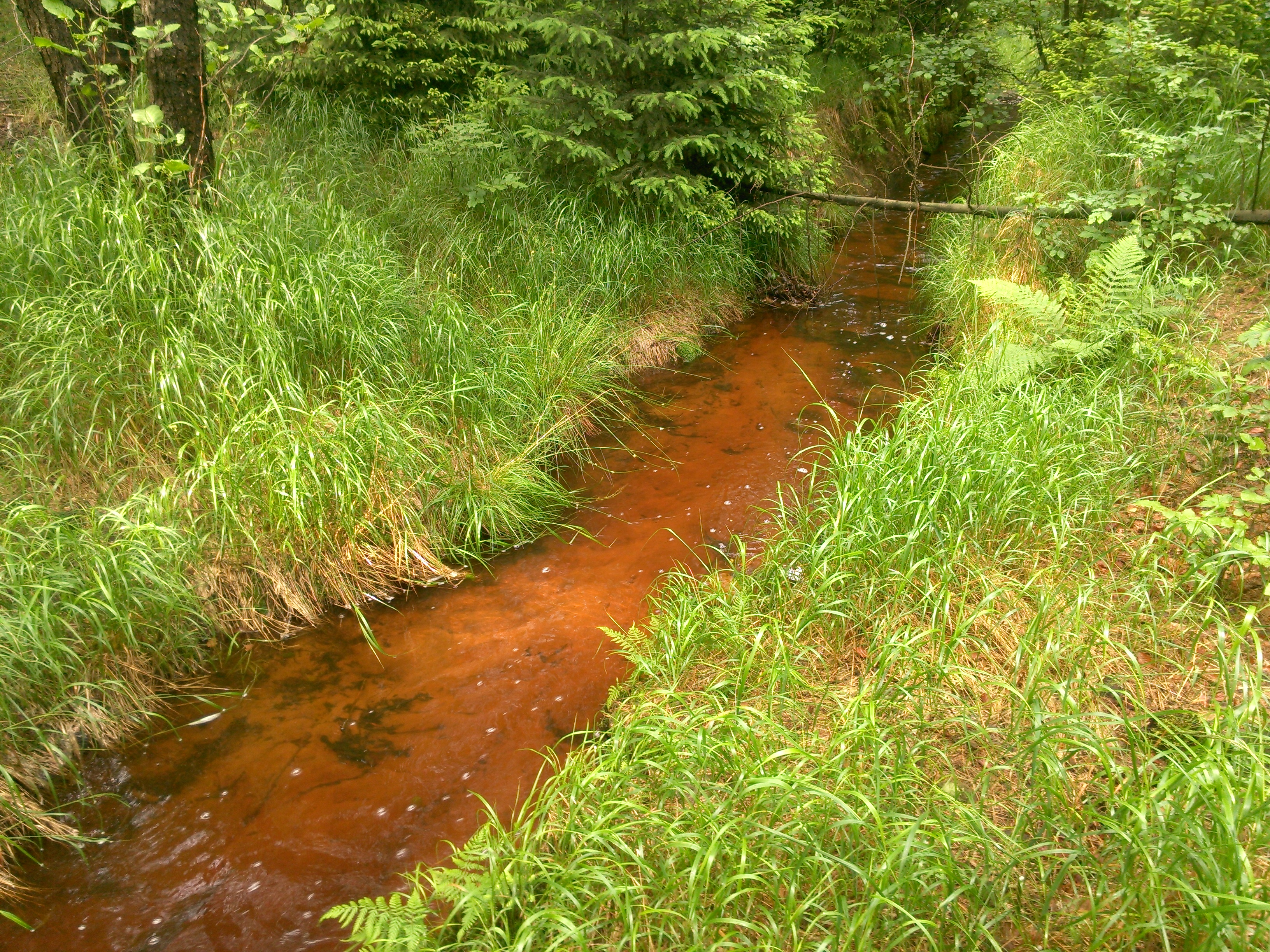
Ostružník před umělým rozvodím.
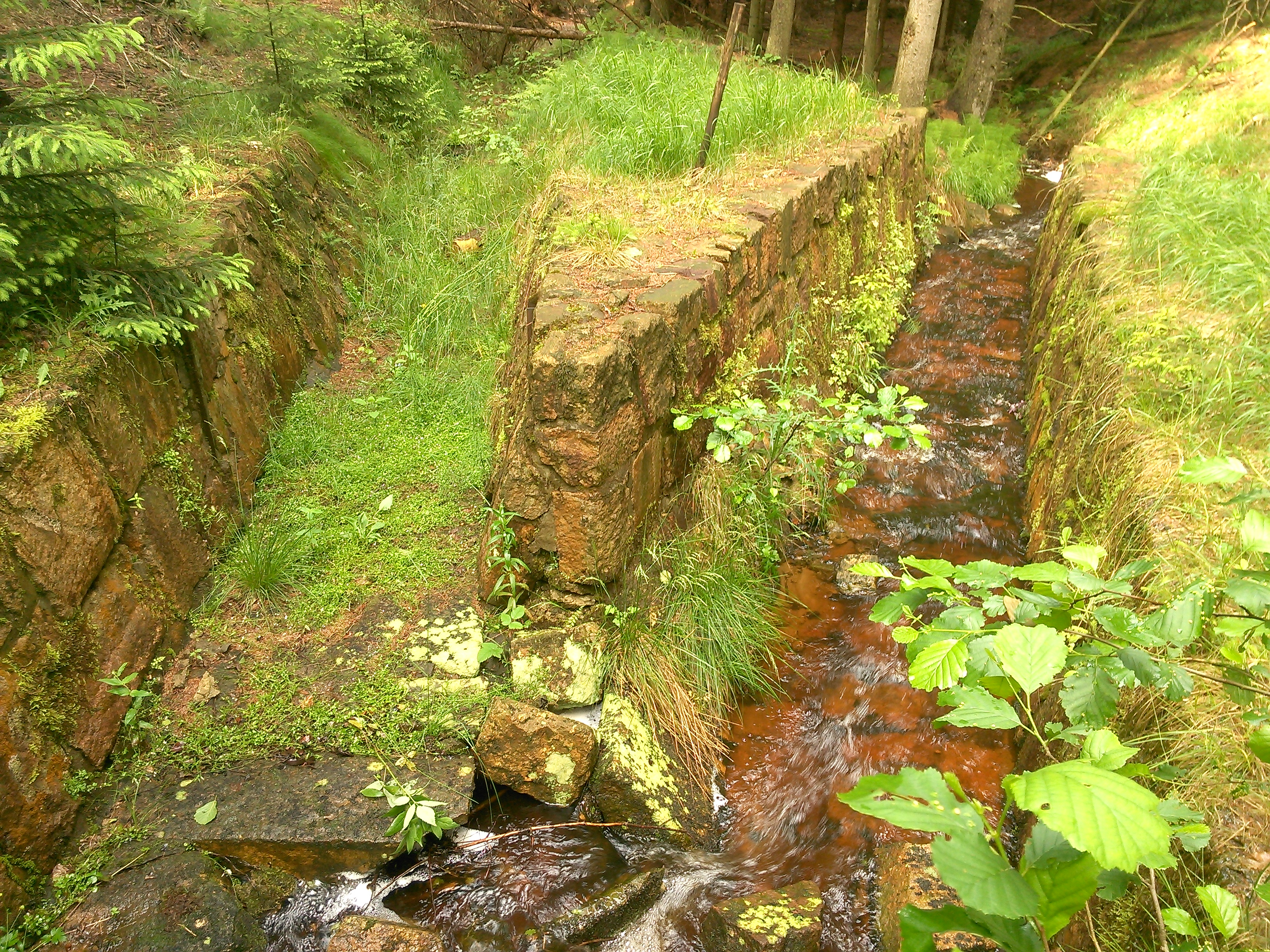
Umělé rozvodí. Levá větev pokračování Ostružníku, pravá jako Bělský potok.
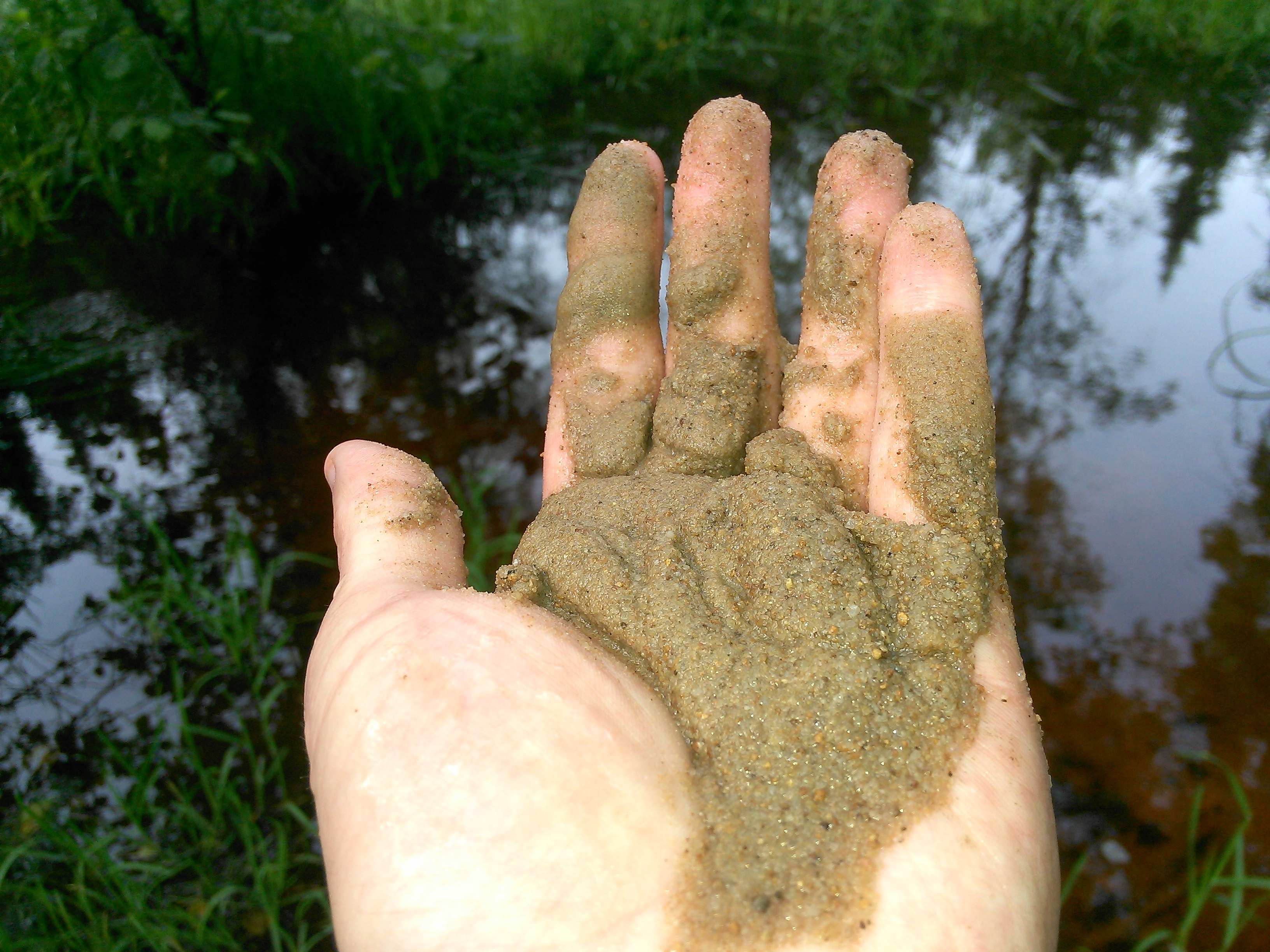
Písek z koryta u vtoku do Vlčího jezera.
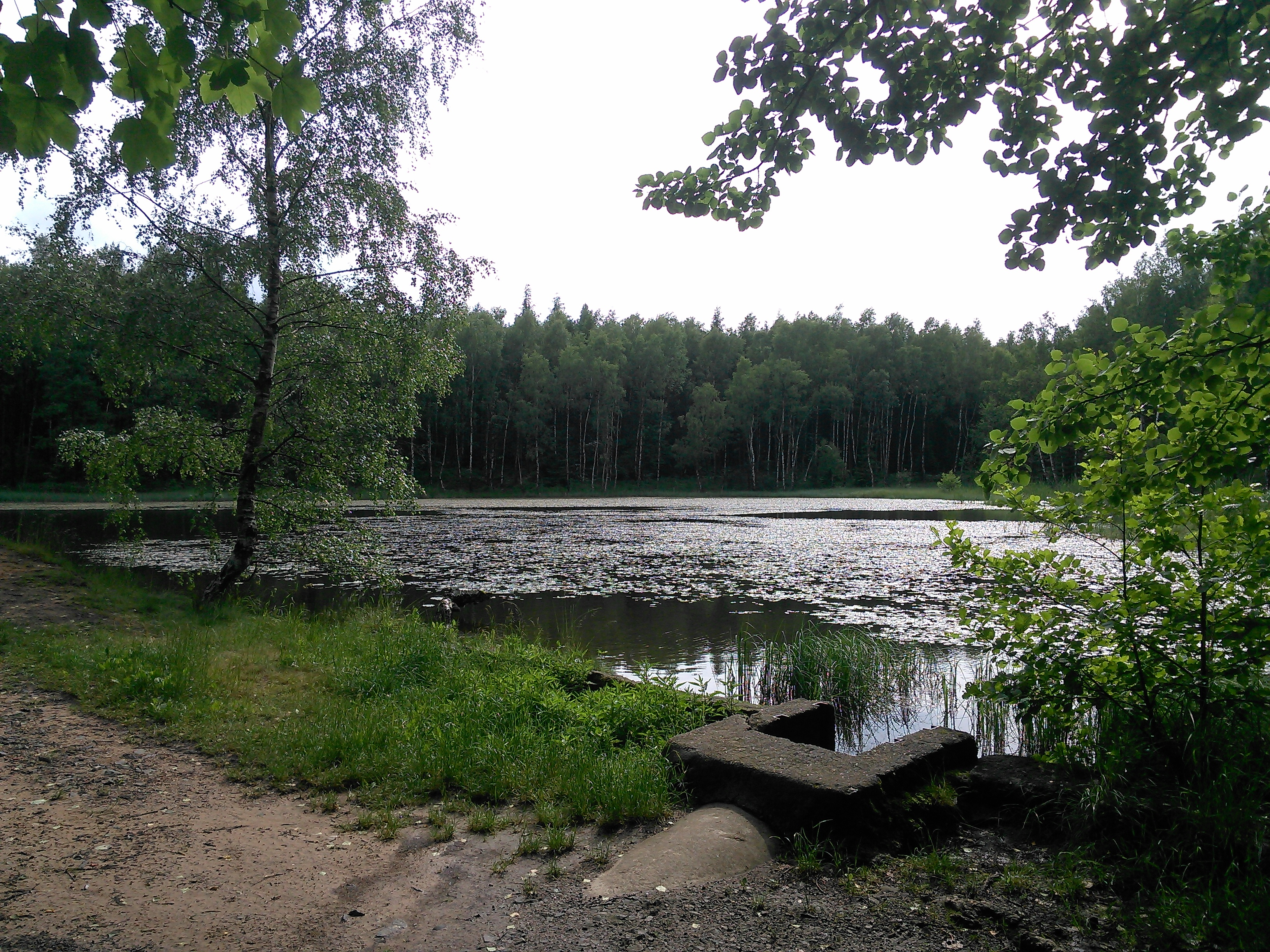
Vlčí jezero.
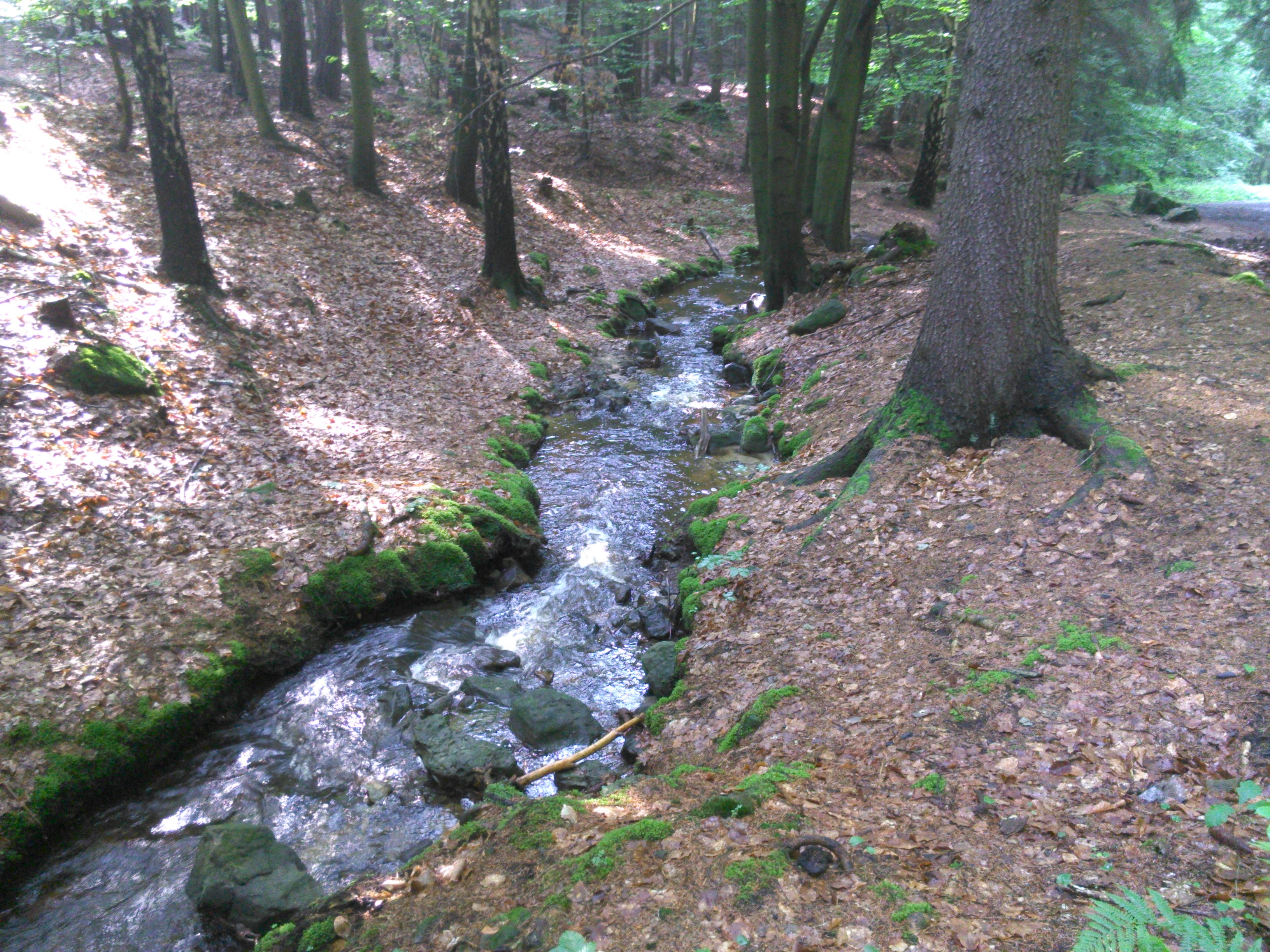
Bělský potok v hlubokém pískovcovém údolí nad obcí Bělá.
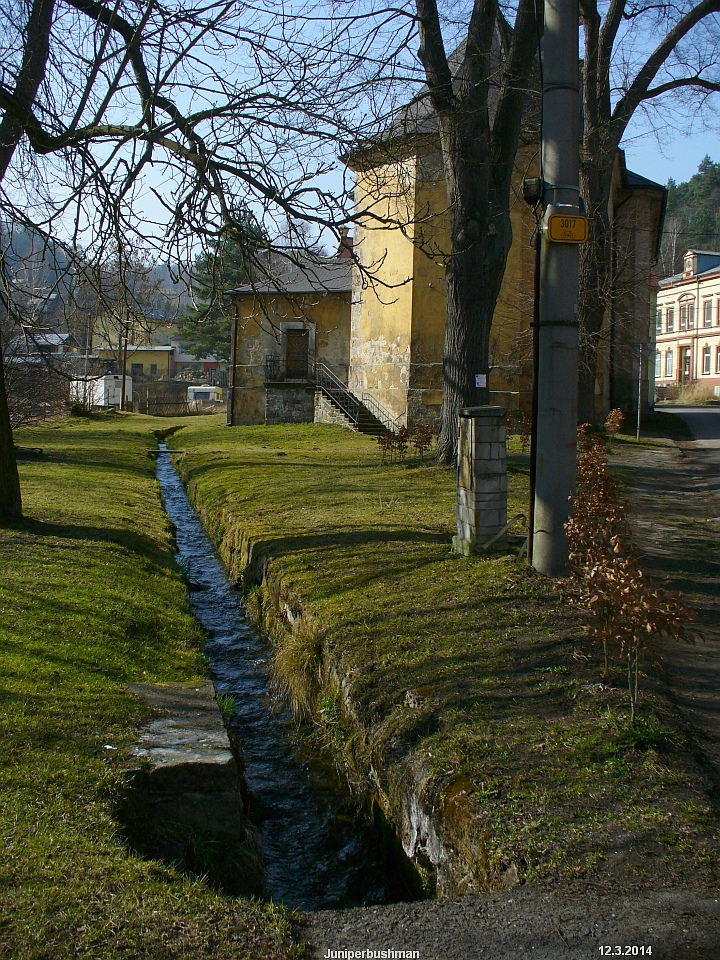
Bělský potok u kostela sv. Františka
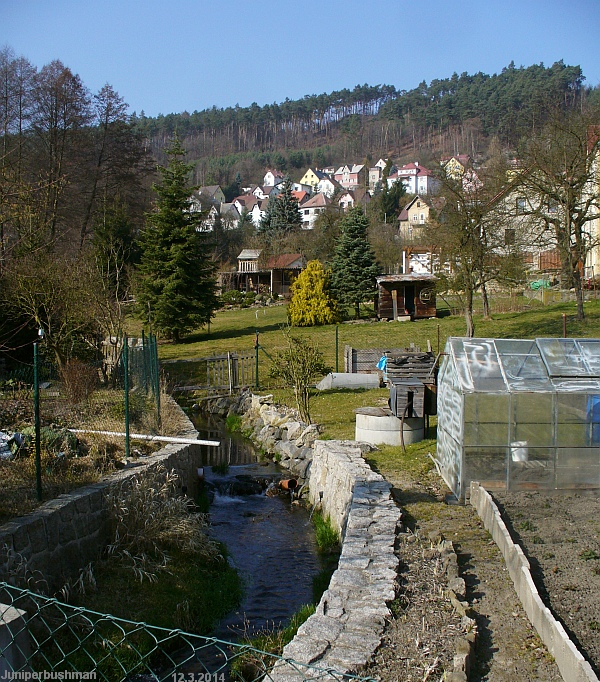
Bělský potok u křižovatky ulic Saská a 5. května
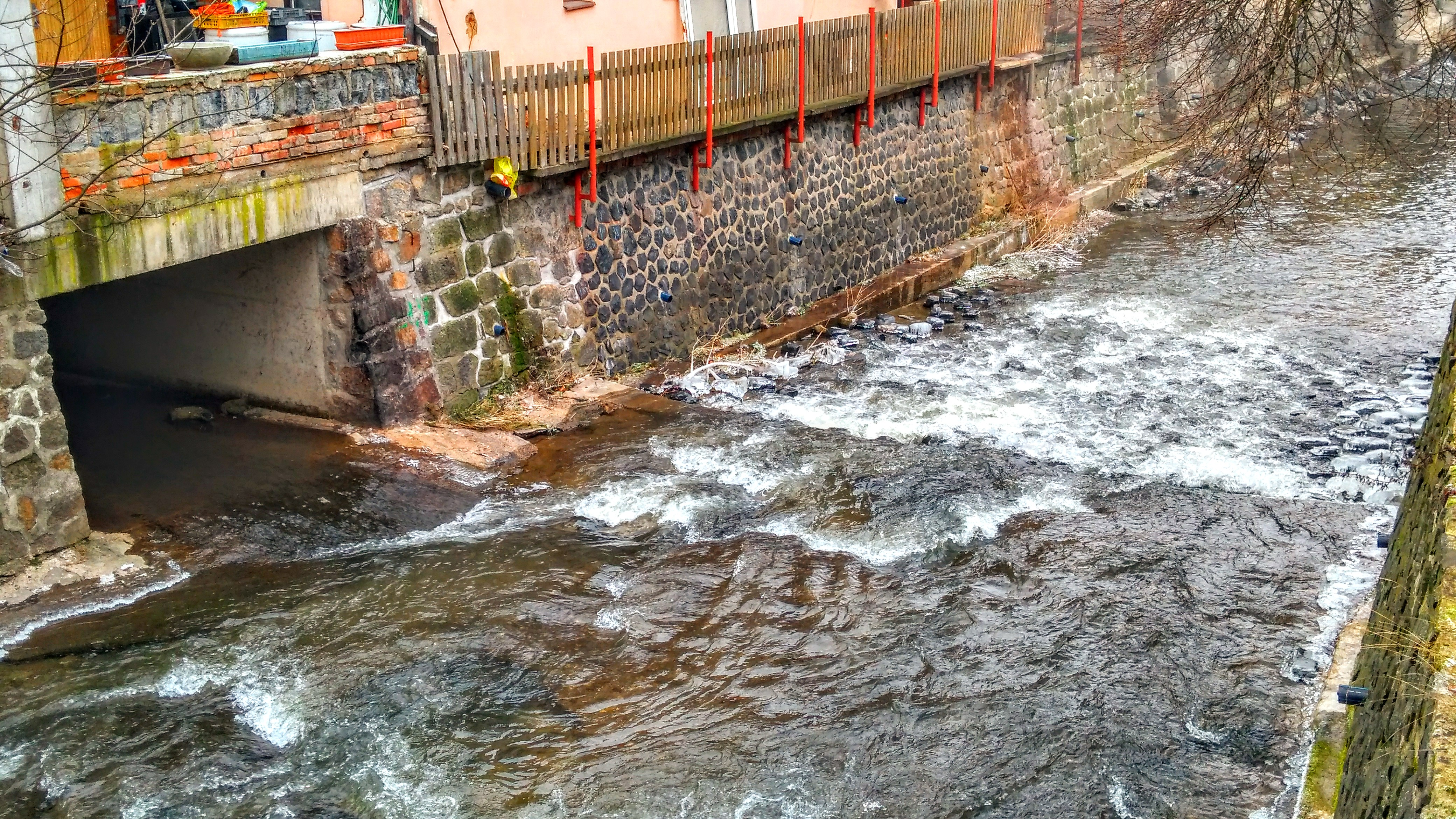
Bělský potok ústí do Jílovského potoka pod mostkem ve Vojanově ulici.